# La Leonesa
La Leonesa es una localidad del este de la provincia del Chaco, Argentina, en el departamento Bermejo, del cual es cabecera.

## Demografía
Cuenta con 8823 habitantes (Indec, 2010), lo que representa un incremento del 4,8% frente a los 8420 habitantes (Indec, 2001) del censo anterior. En el municipio el total ascendía a los 10,067 habitantes (Indec, 2001).
Forma junto a Las Palmas un aglomerado urbano conocido como La Leonesa - Las Palmas. La población conjunta del aglomerado es de 13,737 habitantes (Indec, 2010).
| Gráfica de evolución demográfica de La Leonesa entre 1991 y 2010 |
|                                                                  |
| Fuente: Censos nacionales del INDEC                              |

## Vías de comunicación
La principal vía de acceso y única pavimentada es la ruta provincial 56, que la conecta al oeste con la Ruta Nacional 11, y desde allí al norte con la provincia de Formosa y al sur con Resistencia. Al este la Ruta 56 llega con asfalto hasta la contigua Las Palmas, y por tierra hasta el Puerto Las Palmas, sobre el río Paraguay.
La ruta provincial 1 la vincula al norte con General Vedia y Puerto Bermejo, y al sur con Margarita Belén y Resistencia.